# Tuğba Taşçı
Tuğba Taşçı (Fatih, Istanbul, 19 d'agost de 1984) és una jugadora de bàsquet turca. Va jugar pel Beşiktaş i pel Galatasaray, ambdós equips d'Istanbul. Està casada amb Jordan Theodore, jugador de bàsquet estatunidenc.